# Глобенко, Евгений Иванович
Евгений Иванович Глобенко (1946—2021) — российский художник, живописец-авангардист, писатель, коллекционер.

## Биография
Евгений Иванович Глобенко родился 26 июля 1946 года в посёлке Талалаевка (Украина). С 1970 жил в г. Москве. В период коллекционирования современных художников начал активно заниматься живописью.
В 1988 организовал группу художников «Пиковая дама».
В 1995 вступил в Международную конфедерацию художников Юнеско (IFA).
Художник скончался 2 октября 2021 г.

## Участие в выставках
- 1992 г. — Выставка объединения «Пиковая Дама» в Театре на Таганке.
- 1992 г. — Выставка объединения «Пиковая Дама» в Государственной Третьяковской галерее.
- 1994 г. — Выставка «Л. Дьяконицын, Е. Глобенко, Ч. Саттарова». Галерея «ЭКСПО — 88». Выставочные залы «На Солянке». Москва. Выставка «Л. Дьяконицын, Е. Глобенко, Б. Смотров, Ч. Саттарова». Выставочные залы СХ России. Москва, Тверская, д. 25.
- 1995 г. — Выставка «Е. И. Глобенко, А. И. Гладких, Ч. М. Саттарова, Е. Е. Глобенко» в галерее на Малой Грузинской 28, г. Москва
- 2018 г. — «Женщина и цветы. От Марка Шагала до художников современности», выставочный павильон «Арт-парк», г. Москва.
- 2021 г. — Персональная выставка «И был день…» в Доме-музее Марины Цветаевой, Москва.